# Яніково
Яніково (пол. Janikowo) — місто в центральній Польщі.
Належить до Іновроцлавського повіту Куявсько-Поморського воєводства.

## Демографія
Демографічна структура станом на 31 березня 2011 року:
|          | Загалом | Допрацездатний вік | Працездатний вік | Постпрацездатний вік |
| -------- | ------- | ------------------ | ---------------- | -------------------- |
| Чоловіки | 4452    | 826                | 3163             | 463                  |
| Жінки    | 4734    | 780                | 2909             | 1045                 |
| Разом    | 9186    | 1606               | 6072             | 1508                 |